# Apo Lazaridès
Jean-Apotre Apo Lazaridès (Marles-les-Mines, 16 ottobre 1925 – Nizza, 30 ottobre 1998) è stato un ciclista su strada greco naturalizzato francese dal 25 agosto 1929. Professionista dal 1946 al 1956, fu secondo nei Campionati del mondo nel 1948 a Valkenburg nei Paesi Bassi.

## Carriera
Apo Lazaridès colse diverse vittorie in corse in salita, come Le Mont Faron, La Cote de Sinte Beaume e la Polymultipliée del 1949, classica del panorama ciclistico francese.
Nonostante due piazzamenti nei primi dieci della classifica generale, nelle edizioni del 1947 e 1949, e due secondi posti nella classifica per la classifica scalatori, nel 1947 e del 1948, non riuscì mai ad ottenere una vittoria di tappa nel Tour de France.
Fra i piazzamenti, il secondo posto al Critérium du Dauphiné Libéré nel 1950, il terzo nell'Attraverso Losanna nel 1949 e il quarto posto nel Tour du Sud-Est nel 1951.

## Palmarès
- 1942

Premier Pas Dulop des Alpes-Maritimes
- 1943

Le Mont Faron
Boucles des Sospel
- 1944

La Course de Cote de Saint-Pierre de Feric
Le Mont Chauve
- 1945

Champion des Alpes-Maritimes
Ronde des Parfums à Grasse
Le Mont Chauve
1ª prova Grand Prix de l'Humanité
- 1946

Marsiglia-Nizza
Marsiglia-Monaco
Le Mont Chauve
5ª tappa Ronde de France (Gap > Grenoble)
3ª tappa Circuit des Six Provinces
Classifica generale Monaco-Parigi
- 1948

La Course de la Cote de Sainte Beaume
- 1949

Polymultipliée
La Course de la Cote de Sainte Beaume

### Altri successi
- 1945

Criterium di Grasse
- 1949

Criterium di Quillan
- 1951

Criterium di Pau

## Piazzamenti

### Grandi Giri
- Tour de France

1947: 10º
1948: 21º
1949: 9º
1950: 28º
1951: fuori tempo massimo (22ª tappa)
1954: 13º
1955: 39º
- Giro d'Italia

1950: 34º

### Classiche monumento
- Milano-Sanremo

1949: 56º
1950: 85º
- Giro di Lombardia

1947: 48º

### Competizioni mondiali
- Campionati del mondo

Valkenburg 1948 - In linea Professionisti: 2º